# Ozero Podoziorisjtje
Ozero Podoziorisjtje (ryska: Озеро Подозёрище) är en sjö i Belarus.   Den ligger i voblasten Mahiljoŭs voblast, i den centrala delen av landet, 120 km öster om huvudstaden Minsk. Ozero Podoziorisjtje ligger 171 meter över havet. Arean är 0,18 kvadratkilometer. Den sträcker sig 0,6 kilometer i nord-sydlig riktning, och 0,7 kilometer i öst-västlig riktning.
I omgivningarna runt Ozero Podoziorisjtje växer i huvudsak blandskog. Runt Ozero Podoziorisjtje är det glesbefolkat, med 12 invånare per kvadratkilometer.